# Mistrovství České republiky v lyžařském orientačním běhu 2014
Mistrovství České republiky v lyžařském orientačním běhu 2014 z důvodu nedostatku sněhu neproběhlo ani v jedné z disciplín.

## Mistrovství ČR ve sprintu
Zrušeno pro nedostatek sněhu.

## Mistrovství ČR na krátké trati
Zrušeno pro nedostatek sněhu.

## Mistrovství ČR na klasické trati
Zrušeno pro nedostatek sněhu.

## Mistrovství ČR štafet
Zrušeno pro nedostatek sněhu.